# 時代報 (土耳其)
《時代報》（土耳其語：Zaman）是土耳其其中一份最大型的報紙，成立於1986年，由伊斯蘭學者法圖拉·葛蘭所創報。時代報過往曾與政府關係良好，但自2010年起，兩者開始交惡，尤其是埃爾多安一直收緊新聞自由後。2016年3月，土耳其政府強行接管報社，此後該報的報道立場轉為強烈親政府。

## 參閲
- 自由報（英语：Hürriyet）

## 外部連結
- 官方网站  （土耳其文）
- Zaman Austria （页面存档备份，存于） （土耳其文）（德文）
- Zaman Netherlands （页面存档备份，存于） （土耳其文）（荷兰文）